# Nikołaj Skworcow (pływak)
Nikołaj Walerjewicz Skworcow ros. Николай Валерьевич Скворцов (ur. 28 marca 1984 w Obninsku) – rosyjski pływak specjalizujący się w stylu motylkowym.
Skworcow w ostatnich latach uczestniczył w największych imprezach pływackich, jednakże medale zdobywał tylko na Mistrzostwach Europy.